# What Christmas Means to Me (Gaia)
What Christmas Means to Me è un singolo della cantante italiana Gaia, pubblicato il 18 novembre 2021 come unico estratto dalla riedizione dal secondo album in studio Alma - Christmas Edition.

## Descrizione
Si tratta di una reinterpretazione dell'omonimo brano di Stevie Wonder ed è stata reinterpretata con l'inserimento di termini in portoghese. La traccia è inserita all’interno dell’album Alma - Christmas Edition uscito in esclusiva per Amazon Music.

## Video musicale
Il video, diretto da Giulio Rosati, è stato pubblicato il 3 dicembre 2021 sul canale YouTube della cantante.

## Tracce
Testi e musiche di Allen Story, Anna Gordy Gaye e George Gordy.
1. What Christmas Means To Me – 2:30

## Classifiche
| Classifica (2021) | Posizione massima |
| ----------------- | ----------------- |
| Italia            | 6                 |